# Yoshiko Akiyama
Yoshiko Akiyama, född 10 december 1949, är en japansk bågskytt. Hon deltog vid olympiska sommarspelen 1972.